# Jenny (1936)
Jenny is een Franse dramafilm uit 1936 onder regie van Marcel Carné.

## Verhaal
De eigenaresse van een louche nachtclub heeft een jonge minnaar. Hij komt tegen zijn zin zelf in de onderwereld terecht. Hij krijgt het aan de stok met een crimineel en wordt ondertussen zelf verliefd op de dochter van de nachtclubeigenares.

## Rolverdeling
| Acteur              | Personage        |
| ------------------- | ---------------- |
| Françoise Rosay     | Jenny Gauthier   |
| Albert Préjean      | Lucien Dancret   |
| Lisette Lanvin      | Danielle Bricart |
| Charles Vanel       | Benoît           |
| Roland Toutain      | Xavier           |
| Sylvia Bataille     | Florence         |
| Jean-Louis Barrault | Dromedaris       |
| Robert Le Vigan     | Albino           |
| Margo Lion          | Mevrouw Vrack    |